# NGC 7021
NGC 7021 est une galaxie lenticulaire barrée avec un anneau et située dans la constellation du Paon. Sa vitesse par rapport au fond diffus cosmologique est de 3 102 ± 27 km/s, ce qui correspond à une distance de Hubble de 45,8 ± 3,2 Mpc (∼149 millions d'al). NGC 7021 a été découverte par l'astronome britannique John Herschel en 1835. Elle fut cependant de nouveau observée par Herschel le 31 aout 1836 sans que ce dernier ne se rendre compte qu'il l'avait déjà répertoriée. Après quoi, cette observation en double fut enregistrée à son tour comme NGC 7020.
NGC 7021 a été utilisé par Gérard de Vaucouleurs comme une galaxie de type morphologique (R)SAB(r?)0/a dans son atlas des galaxies.
À ce jour, deux mesures non basées sur le décalage vers le rouge (redshift) donnent une distance de 29,400 ± 11,879 Mpc (∼95,9 millions d'al), ce qui est à l'extérieur des valeurs de la distance de Hubble. Notons que c'est avec la valeur moyenne des mesures indépendantes, lorsqu'elles existent, que la base de données NASA/IPAC calcule le diamètre d'une galaxie et qu'en conséquence le diamètre de NGC 7021 pourrait être d'environ 68,5 kpc (∼223 000 al) si on utilisait la distance de Hubble pour le calculer.

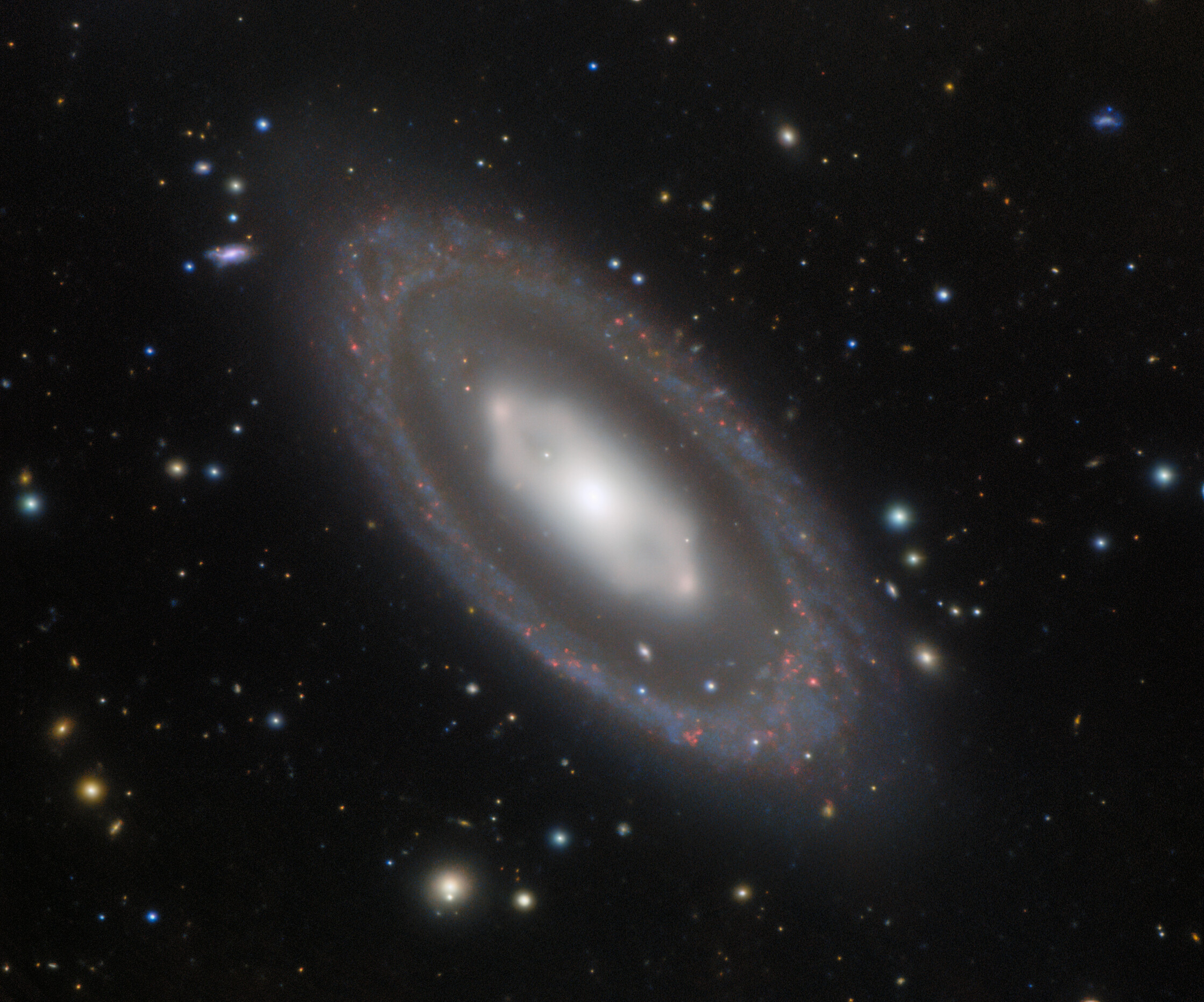
NGC 7021 par l'Observatoire Gemini (Sud).

## Caractéristiques physiques
NGC 7021 présente une morphologie assez particulière. Elle se compose d'un bulbe en forme d'hexagone (ou d'un X) entouré d'un anneau interne, lui-même entouré d'un grand anneau extérieur très régulier et détaché du centre hexagonal de la galaxie. L’anneau intérieur montre des caractéristiques saillantes aux extrémités de son axe principal (parfois appelées « anses »), le classant probablement ainsi comme étant une barre. L'anneau extérieur renferme des régions d'hydrogène ionisé (HII) et présente une activité récente de formation stellaire.
On sait assez peu de choses sur la manière dont un tel système a pu se former. Une première hypothèse avancée en 1988 par Whitmore et Bell, basée sur une étude d'IC 4767 (une galaxie similaire), suggère que cette morphologie pourrait être le fruit d'une fusion de galaxie ou d'une interaction gravitationnelle avec une galaxie satellite. Le problème, c'est que NGC 7021 ne possède pas de voisine galactique suffisamment proche pour avoir de tels effets. Une autre étude publiée en 1990 suggère quant à elle qu'un type de résonance orbitale très rare au sein de NGC 7021 aurait pu influencer la morphologie de cette dernière,.

## Groupe d'IC 5096
Selon A. M. Garcia NGC 7020 fait partie du groupe d'IC 5096. Ce groupe de galaxies renferme au moins six membres. Les cinq autres galaxies du groupe sont IC 5084, IC 5092, IC 5096, ESO 107-14 et ESO 107-15.